# توريسينا
توريسينا هي بلدية (بلدية) في مقاطعة كونيو في منطقة بيدمونت الإيطالية، وتقع على بعد نحو 80 كيلومتر (50 ميل) جنوب شرق تورينو ونحو 40 كيلومتر (25 ميل) شرق كونيو. اعتبارًا من 31 ديسمبر 2004، كان عدد سكانها 64 نسمة ومساحتها 3.8 كيلومتر مربع (1.5 ميل2). 
تقع توريسينا على حدود البلديات التالية: إيليانو، موراتسانو، بارولدو، رواشيو.

## روابط خارجية
- www.comune.torresina.cn.it/